# Nacionalinis finalas 2001
La seconda edizione di Nacionalinis finalas si è svolta il 9 marzo 2001 e ha selezionato il rappresentante della Lituania all'Eurovision Song Contest 2001 a Copenaghen.
I vincitori sono stati gli Skamp con You Got Style, che all'Eurovision si sono piazzati al 13º posto su 23 partecipanti con 35 punti totalizzati.

## Organizzazione
Per la terza partecipazione eurovisiva lituana, l'emittente pubblica LRT ha optato per l'organizzazione, per la seconda volta, di un programma di selezione. L'evento è stato trasmesso in diretta il 9 marzo 2001 dal Vilnius Palace of Concerts and Sports e ha visto la conduzione di Neringa Svetikaitė e Darius Užkuraitis. Il vincitore è stato scelto fra i 15 partecipanti da una combinazione di voto della giuria (50%), televoto (25%) e voto del pubblico in sala (25%). LRT ha pubblicato su CD una compilation contenente tutti i brani della selezione, intitolata Eurovizijos Link 2001.

## Finale
| #  | Artista            | Titolo            | Voti  | Posizione |
| -- | ------------------ | ----------------- | ----- | --------- |
| 1  | Merlin             | Kažkada           | —     | —         |
| 2  | Delfinai           | Viskas bus gerai  | —     | —         |
| 3  | Neda & Audrius     | Stars             | —     | —         |
| 4  | La Vita            | Parodyk ką gali   | —     | —         |
| 5  | Rosita Čivilytė    | Švyturys          | —     | —         |
| 6  | Naktinės Personos  | Ša-la-la          | —     | —         |
| 7  | Cloudmaker         | No Reason Why     | 15%   | 2         |
| 8  | Avenue             | Le vent           | —     | —         |
| 9  | Ričardas Vitkus    | Dreamers          | —     | —         |
| 10 | Indrė              | Fly with Me       | —     | —         |
| 11 | Smile              | It's All About Us | —     | —         |
| 12 | B'Avarija          | Duok man          | 6%    | 3         |
| 13 | Rūta Lukoševičiūtė | Endless Day       | —     | —         |
| 14 | RebelHeart         | The Way to You    | —     | —         |
| 15 | Skamp              | You Got Style     | 61,5% | 1         |